# František Xaver Franc

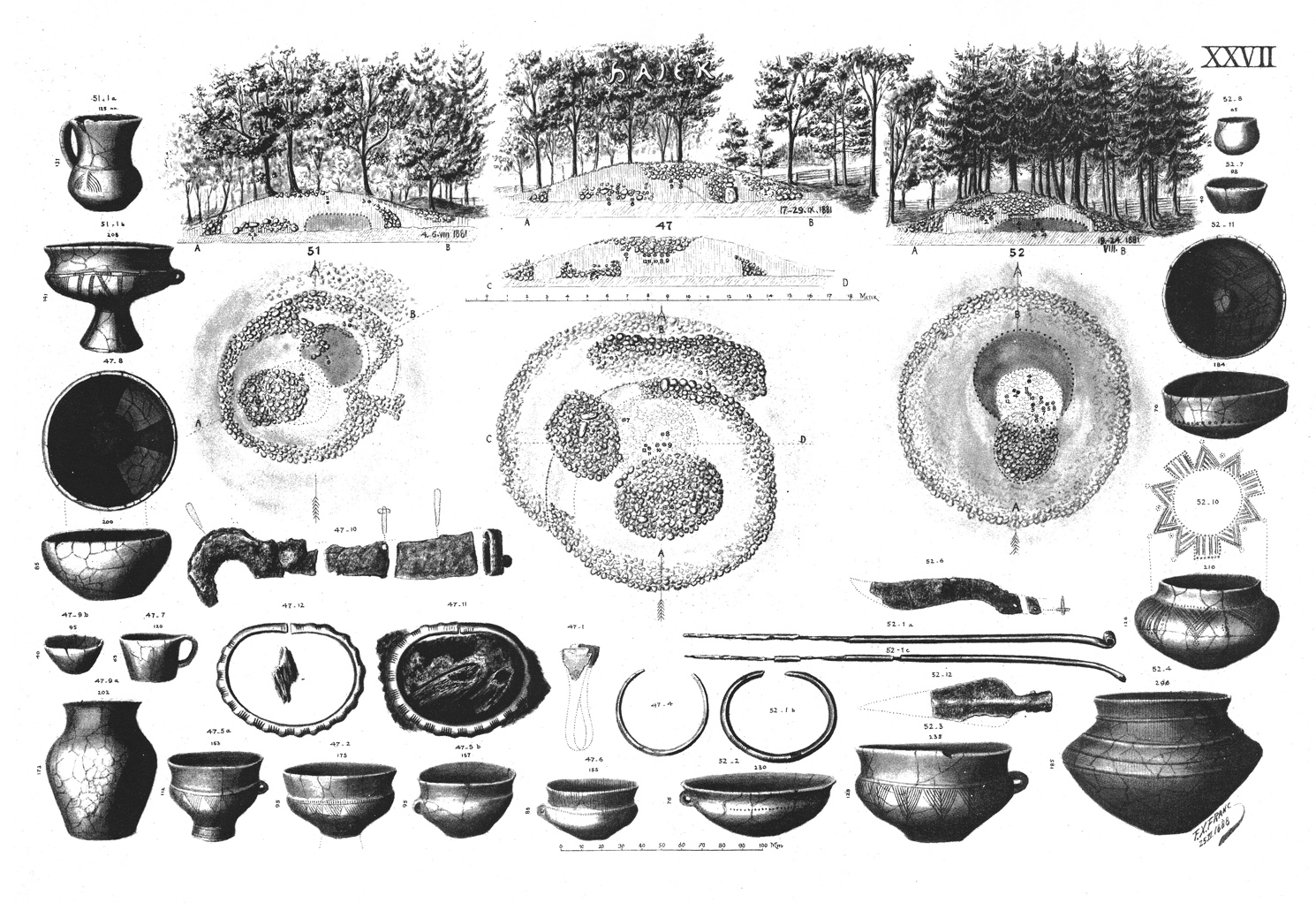
Aufmessung von drei Hügelgräbern in Šťáhlavy-Hájek mit Abbildung der Funde, von F. X. Franc, 1888

František Xaver Franc (* 3. Dezember 1838 in Hostivice; † 20. Januar 1910) war ein böhmischer Gärtner und Amateurarchäologe. 
Franc trat eine Lehre als Gärtner an. 1871 wurde er von Graf Ernst Karl von Waldstein als gestaltender Gärtner auf Schloss Kozel angestellt. Auf Anlass Waldsteins führte er ab 1878 archäologische Ausgrabungen in der Umgebung des Schlosses durch. Zwischen 1878 und 1896 erforschte er um 400 Hügelgräber und drei Siedlungsstätten. Im Jahre 1893 wurde er zum Sekretär des Städtischen historischen Museums in Pilsen ernannt, wo er als Kurator der historischen Sammlungen tätig war. 1904 wurde er pensioniert. 
Obwohl Franz keine geschichtswissenschaftliche Bildung besaß und keine Erfahrungen in diesem Bereich hatte, eignete er sich bemerkenswerte fachliche Kenntnisse an. Bei all seinen Grabungen führte er für seine Zeit eine überaus fortschrittliche Aufmessung der archäologischen Befunde durch. Die Funde dokumentierte er ebenfalls zeichnerisch präzise. Seine Aufmerksamkeit galt auch den für die damalige archäologische Fachwelt noch uninteressanten mittelalterlichen Fundstellen. Sein Werk wurde erst 78 Jahre nach seinem Tod aufgelegt. Zu seinen bekanntesten Fundstellen zählt das Hügelgräberfeld Šťáhlavy-Hájek. 

## Schriften
- František Xaver Franz: Šťáhlauer Ausgrabungen 1890. Přehled nalezišť v oblasti Mže, Radbuzy, Úhlavy a Klabavy 1906. 2 Bände. Archeologický ústav ČSAV, Prag 1988.